# Матфей 1:9
Евангелие от Матфея 1:9 — девятый стих первой главы Евангелия от Матфея в Новом Завете. Этот стих является частью раздела, в котором приводится генеалогия (родословие) Иосифа, отца Иисуса. Цель этой генеалогии — показать происхождение по линии царей, в частности царя Давида, поскольку Мессия предсказан как сын Давида (2Цар. 7:12; Пс. 88:4, 131:11, и в других местах), и как потомок Авраама (Быт. 12:3; 22:18).

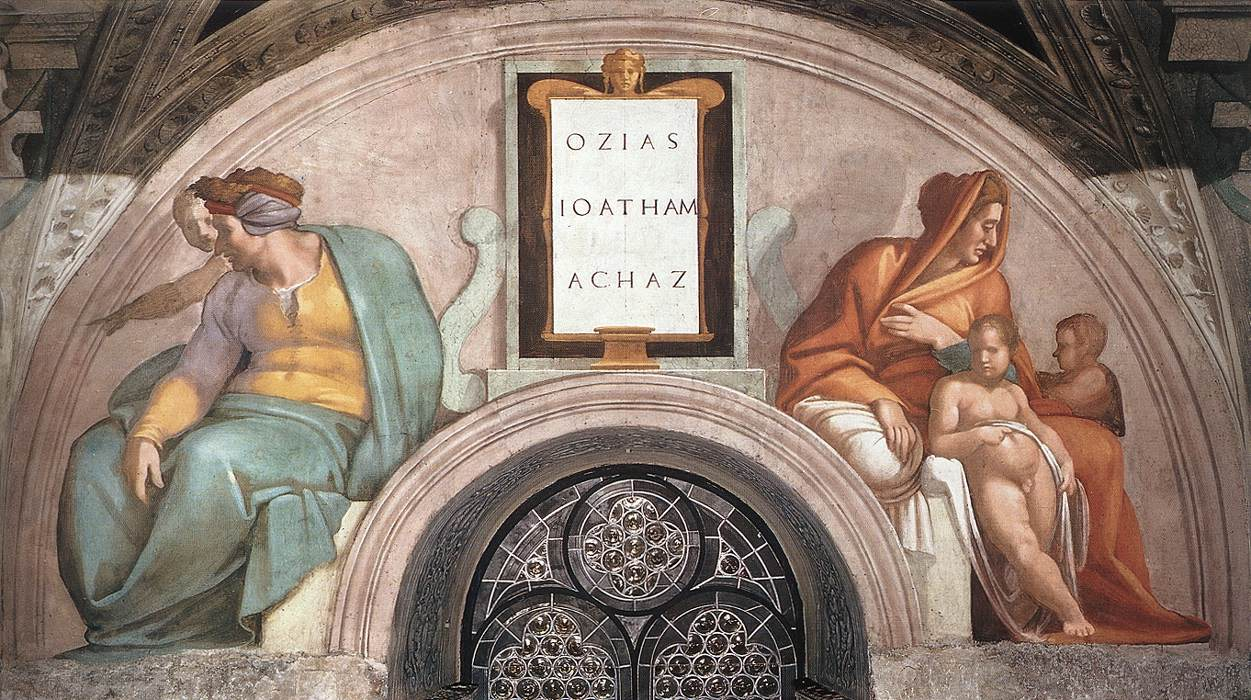
Микеланджело. Озия-Иоафам-Ахаз. Иоафам — слева, а ребёнок с ним — Ахаз.

В Синодальном Переводе текст гласит:
Озия родил Иоафама ; Иоафам родил Ахаза;Ахаз родил Езекию;

### Греческий текст
Греческий византийский текст койне, а также textus receptus гласят:
- οζιας δε εγεννησε τον ιωαθαμ ιωαθαμ δε εγεννησε τον αχαζ αχαζ δε εγεννησε τον εζεκιαν.

Константин фон Тишендорф даёт скорее чтение Οζειας для первого короля.
Уэсткотт-Хорт предлагает основное прочтение, а также даёт вариант αχας для третьего короля.
Nestle-Aland указывает εγεννησεν вместо εγεννησε.

### Текст Вульгаты
Латинская Вульгата Иеронима даёт:
Ozias autem genuit Ioatham Ioatham autem genuit Achaz Achaz autem genuit Ezechiam.

## Анализ
Эта часть (второй раздел — от Давида до Вавилонского переселения — как это обобщается в Евангелии от Матфея, 1:17) списка родословной Иисуса совпадает со списком царей Иудеи, который можно составить из ветхозаветных библейских свидетельств. В отличие от других частей генеалогии Матфея, этот список полностью соответствует другим еврейским источникам. Томас Лонг усматривает в этом метод Матфея, который раскрывает истинную личность Иисуса своим еврео-христианским читателям, то есть истину того, что Иисус и является «кульминацией истории Израиля» и «воплощением их жажды истинного и совершенного царя». Озия был иудейским царём (809 г. до н. э. — 759 г. до н. э.) (Амос 1:1). Согласно Уильяму Ф. Олбрайту, Иоафам правил с 742 г. до н. э. по 735 г. до н. э., а его сын Ахаз правил с момента его смерти до 715 г. до н. э., тогда как сын Ахаза Езекия правил с 715 г. до н. э. по 687 г. до н. э. Езекия был царём, действия которого и побудили вавилонян взять евреев в плен, как о том пророчествовал Исаия 38 и как упоминает генеалогия в Мф. 1:11. Езекии Бог прибавил 15 лет к продолжительности жизни из-за благочестия.
Эти цари также перечисляются в 2 Цар. 14-16 наряду с рассказом об их правлении. 

## Цари в Мф. 1:9
Все люди, упомянутые в этом разделе генеалогии, являются царями Иудеи .

## Археология
В середине 1990-х годов был найден моливдовул 10 мм шириной, на нём была надпись: «Принадлежит Ахазу (сыну) Иехотама, царь Иудейский». Эта так называемая «Печать царя Ахаза» считается подлинной.
В анналах Тиглатпаласара III упоминаются дань и платежи, полученные им от Ахаза, царя Иудеи, и Менахема, царя Израильского.
Существуют внебиблейские источники, в которых Езекия указывается по имени, наряду с его правлением и влиянием, что «историографически его правление примечательно конвергенцией множества библейских источников и разнообразных внебиблейских свидетельств, часто относящихся к одним и тем же событиям. Важные данные про Езекию появляются в истории Второзакония, в книгах Паралипоменон, у Исайи, в ассирийских анналах и рельефах, в израильской эпиграфике и, всё больше в стратиграфии». История Езекии — самая удобная для сопоставления с остальными восточными историческими документами.
В 2015 году при раскопках в Офеле в Иерусалиме Эйлат Мазар обнаружила царскую буллу Езекии, гласящую: «Принадлежит Езекии [сыну] Ахаза, царь Иудеи», и датируется периодом между 727—698 гг. до н. э.. Это первый оттиск печати израильского или иудейского царя, обнаруженный в ходе научных археологических раскопок. Оттиск этой надписи нанесён древнееврейским шрифтом.
Надпись на перемычке, найденная над входом в гробницу, приписывается его секретарю Шебна (2Цар. 18:18). Кувшины, обнаруженные вдоль границы с Ассирией, «демонстрируют тщательную подготовку к противодействию вероятному маршруту вторжения Сеннахериба» и демонстрируют «заметную степень царского контроля над городами, что способствовало разрушению Езекией сельских мест жертвоприношения, а также централизации поклонения ему в Иерусалиме». Имеются и данные, свидетельствующие о том, что они использовались на протяжении всего его 29-летнего правления (Grena 2004, p. 338). Есть и несколько моливдовулов из запечатанных документов, которые могли принадлежать и самому Езекии (Grena, 2004, p. 26, изобр. 9 и 10). Есть также называющие и его слуг (ах-вах-дим на иврите, айин-бет-далет-йод-мем).
Археологические находки типа печати Езекии заставили учёных предположить, что древнее Иудейское царство имело высокоразвитую административную систему. Во время правления Езекии могущество Иудейского государства заметно возросло. В то время иудеи были самым сильным народом на ассирийско-египетской границе. Увеличилась грамотность, а также создание литературных произведений. Массовое строительство Широкой стены было совершено именно во время его правления, город был расширен для того чтобы вместить большой приток населения, а население Иерусалима увеличилось до 25 000 человек, «в пять раз больше населения при Соломоне». Археолог Амихай Мазар объясняет так: « Иерусалим был в общем-то городом-государством, в котором было сосредоточено большинство населения государства», по сравнению с остальными городами Иудеи (167).

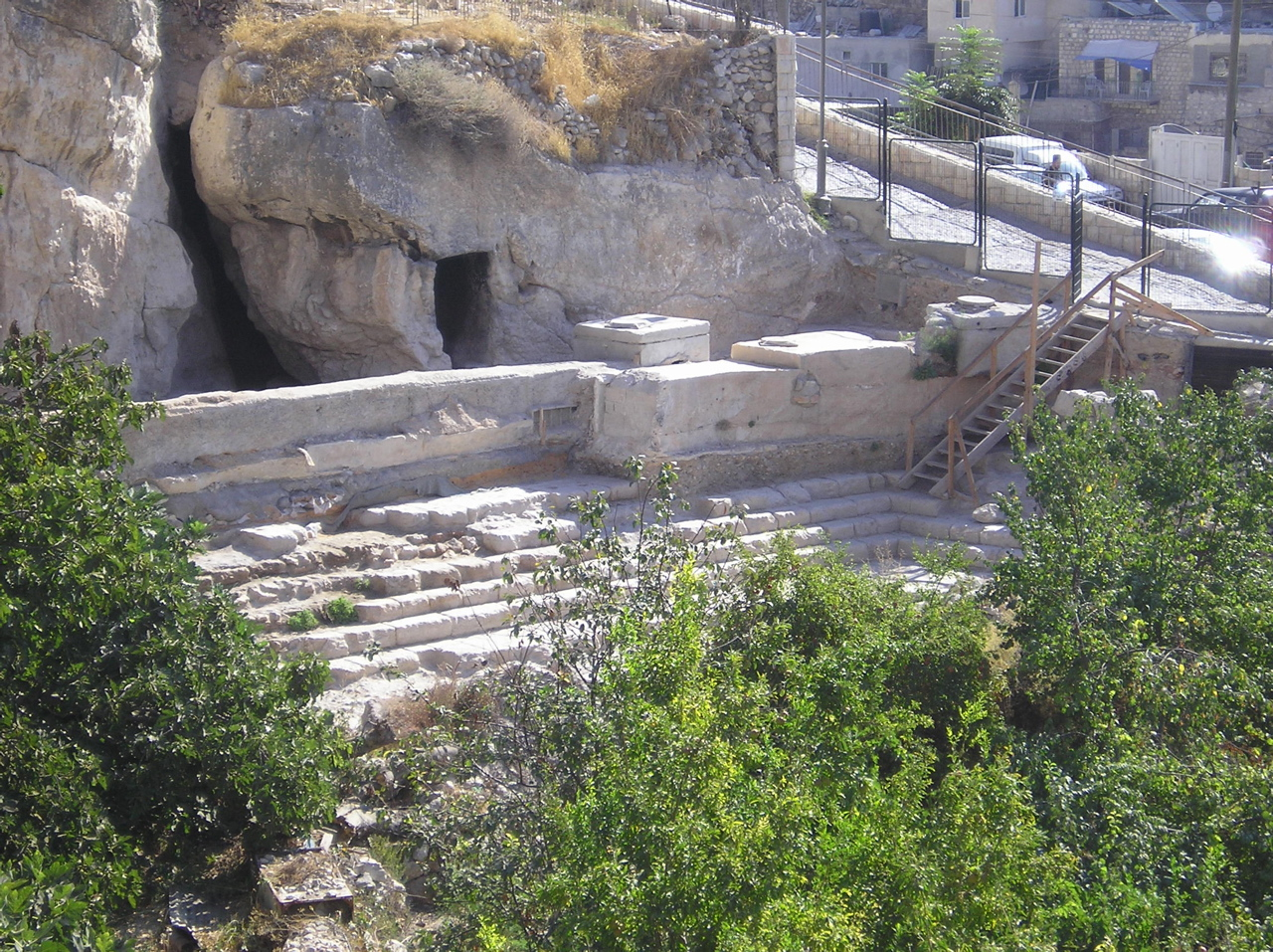
Силоамский пруд

Силоамский тоннель был проложен через 533 метра (1750 футов) твёрдой скалы для обеспечения подземного доступ Иерусалима к водам источника Гихон или Силоамского пруда, находившегося за пределами города. Силоамская надпись из Силоамского тоннеля сейчас находится в Археологическом музее Стамбула. Она «увековечивает драматический момент, когда две первоначальные бригады проходчиков, копавших кирками с противоположных концов туннеля, встретились» (564). Это «[одна] из наиболее важных древнееврейских надписей». Финкельштейн и Мазар приводят этот тоннель как пример впечатляющей власти Иерусалима на государственном уровне в то время.
Археологи типа Уильяма Дж. Девера указали на археологические свидетельства иконоборчества в период правления Езекии. Этот пласт соотносится с концом 8 в.; Девер заключает, что «преднамеренный демонтаж храма и замена его другим сооружением во времена Езекии является археологическим фактом. Я не вижу здесь причин для скептицизма».

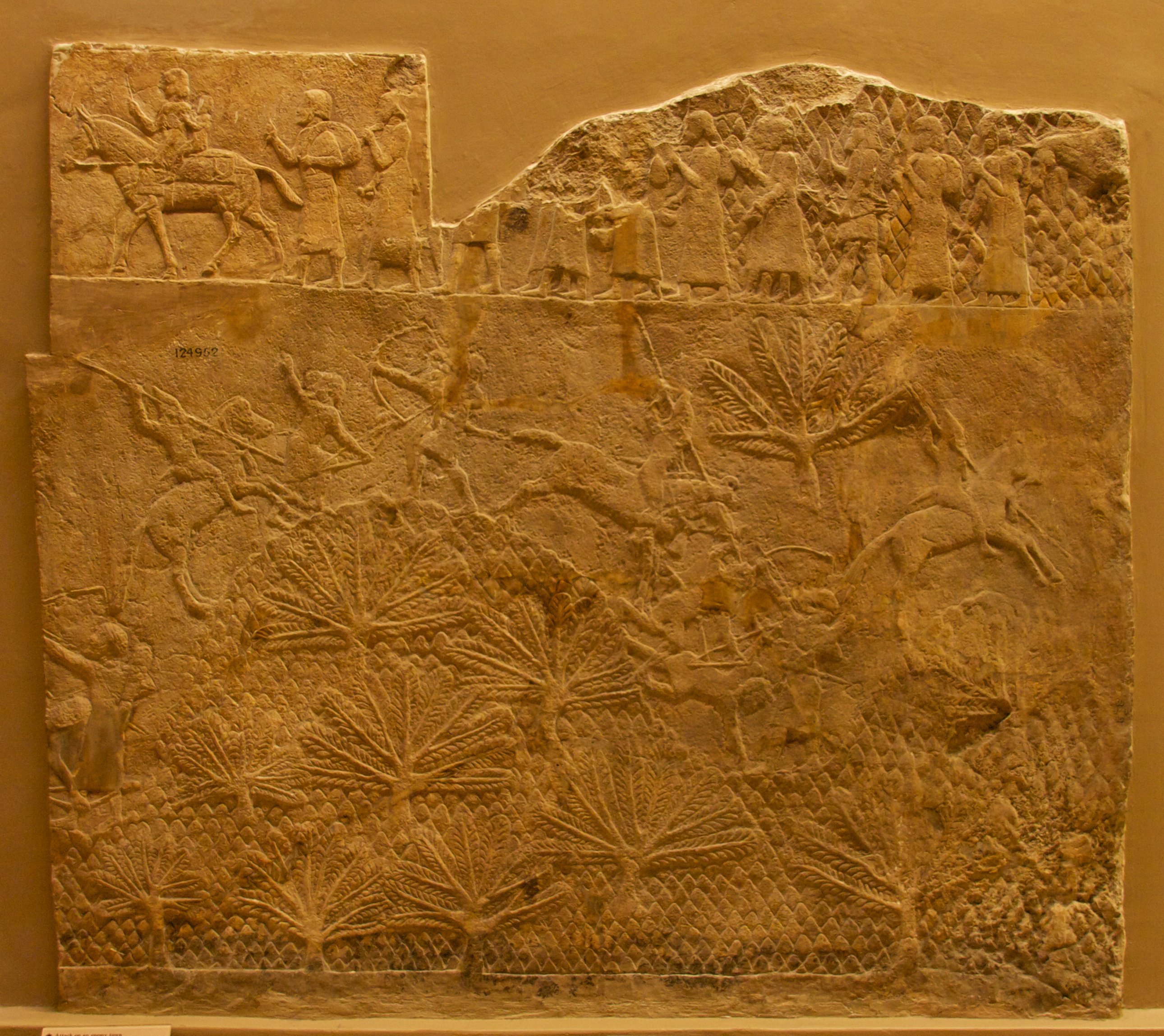
Часть рельефа Лахиса, Британский музей. Сцена битвы, показывающая ассирийскую конницу в действии. Наверху уводят заключённых.

Во время восстания царя Езекии против Ассирии город Лахис был захвачен Синнахерибом, несмотря на решительное сопротивление (см. Осада Лахиса). Как свидетельствует рельеф Лахиса, Синнаххериб начал осаду города Лахис в 701 г. до н. э. Рельеф Лахиса графически изображает битву и поражение города, в том числе ассирийских лучников, марширующих по пандусу, и иудеев, пронзённых на кольях. «Рельефы на этих плитах», обнаруженные в ассирийском дворце в Ниневии, «первоначально представляли собой единую работу размером 8 футов… в высоту и 80 футов… в длину, которая огибала комнату» (559). Посетители должны «были быть впечатлены не только величиной самого произведения искусства, но и великолепной мощью ассирийской военной машины».
 
Призма Синаххериба была обнаружена закопанной в фундаменте Ниневийского дворца. Она была написана клинописью, тогдашней месопотамской письменностью. Призма фиксирует завоевание 46 крепких городов и «бесчисленное количество меньших мест», а также осаду Иерусалима во время правления Езекии, где, по словам Синаххериба, он просто «запер его… как птицу в клетке», впоследствии наложив на него большую дань.
В еврейской Библии говорится, что ночью ангел Иеговы (YHWH на иврите) убил 185 000 ассирийских солдат (2Цар. 19:35), заставив армию отказаться от осады, но также здесь отмечена и дань уважения Синаххерибу в размере 300 серебряных талантов после осады. В призме нет описания сверхъестественного события. В рассказе Синаххериба записано, что он взимал дань с Езекии, царя Иудеи, находившегося в Иерусалиме и оставляющего город единственным нетронутым после изгнания северного десятиплеменного царства Израильского из-за идолопоклонства. (4 Царств 17:22,23; 4 Царств 18:1-8). Синаххериб отметил выплату в размере 800 талантов серебра, что предполагает капитуляцию для конца осады. Однако были обнаружены и надписи, описывающие поражение Синаххерибом от эфиопских войск. Они говорят: «Что касается Езекии, Иудея, то он не покорился моему игу, я осадил 46 его крепких городов… и победил (их)… Самого себя я сделал узником в Иерусалиме, его царской резиденции, как птицу в клетке». (Ancient Near Eastern Texts, p. 288). Он не говорит, что захватил город. И это согласуется с библейским рассказом о восстании Езекии против Ассирии в том смысле, что ни один из рассказов не указывает на то, что Синаххериб когда-либо входил в город или формально захватывал его. Синаххериб в этой надписи утверждает, что Езекия заплатил дань 800 талантов серебра, в отличие от 300 талантов в Библии, однако это могло быть связано с хвастливым преувеличением, которое не было редкостью среди царей того периода. Кроме того, летописи фиксируют список добычи, отправленной из Иерусалима в Ниневию. В надписи Синаххериб утверждает, что Езекия принял рабство, а некоторые предполагают, что Езекия остался на троне как вассальный правитель. Кампания записана с различиями в ассирийских записях и в библейских Книгах Царств; все согласны с тем, что ассирийцы склонны к преувеличениям .
Одна теория, придерживающаяся библейской точки зрения, утверждает, что поражение было вызвано «возможно, вспышкой бубонной чумы». Другая — что это составной текст, в котором используется «легендарный мотив», аналогичный мотиву истории книг Исход.